# Jesenovik
Jesenovik – wieś w Chorwacji, w żupanii istryjskiej, w gminie Kršan. W 2011 roku liczyła 57 mieszkańców.